# Will Harvey
Will Harvey (Silicon Valley, 1967) is een Amerikaans ondernemer. Hij verwierf op 15-jarige leeftijd bekendheid door het programmeren van Music Construction Set, het eerste commerciële bladmuziek-programma. Harvey is ook oprichter van twee virtuele internetwerelden: IMVU (een instantmessagingbedrijf) en There, Inc., een MMOG-bedrijf.

## Opleiding
Na zijn middelbare school studeerde Harvey computerwetenschappen aan de Stanford-universiteit, waar hij zijn master, Doctor of Philosophy en Bachelors behaalde.
Tijdens deze periode startte hij twee videogamebedrijven op en publiceerde hij meerdere titels via Electronic Arts.

## Lancaster
De eerste game die hij ontwikkelde, was Lancaster. Hij ontwikkelde Lancaster in 1992. De nood aan muziek in zijn game leidde tot de ontwikkeling van Music Construction Set, 's werelds eerste digitale bladmuziekprogramma, eveneens gepubliceerd door Electronic Arts.

## Games
In tegenstelling tot IMVU en There (virtuele wereld), werden al zijn games gepubliceerd door EA (met uitzondering van zijn eerste game). Hij was onder meer betrokken bij volgende games/programma's:
- The Immortal (1990)
- Will Harvey's Zany Golf (1988)
- Marble Madness (1986)
- Music Construction Set (1984)
- Lancaster (1982)

## Andere bedrijven
In 1995 richtte Harvey Sandcastle op. Het was een internetbedrijf dat een oplossing bood voor problemen met trage netwerken die virtuele werelden en MMOG-games ondervonden. Sandcastle werd overgenomen door Adobe Systems.
In 1998 richtte hij There op: een virtuele 3D-wereld voorzien van sociale functies.
In 2003 richtte hij IMVU op. IMVU combineerde het idee van avatars met instant messaging.